# Armande Félice de La Porte Mazarin
Armande Félice de La Porte Mazarin, née le 3 septembre 1691 et morte le 14 octobre 1729 en couches à Versailles, est la petite-fille d'Hortense Mancini et l'arrière-petite-nièce de Mazarin. Elle est connue pour avoir été l'une des maîtresses du duc de Richelieu et la mère de quatre des maîtresses du roi Louis XV.

## Biographie
Armande-Félice de La Porte Mazarin est la fille de Paul-Jules de La Porte, duc de La Meilleraye et de Mazarin, et de Charlotte-Félice-Armande de Durfort-Duras, morte le 27 décembre 1730. Elle est la petite-fille d'Armand Charles de La Porte, duc de La Meilleraye et de Mazarin, et d'Hortense Mancini, et l'arrière-petite-nièce du cardinal Mazarin,.
Le 2 avril 1709, elle épouse, dans la chapelle de l'archevêché de Paris, Louis III de Mailly-Nesle (1689-1767), prince d'Orange,. De ce mariage, naissent cinq enfants :
- Louise Julie de Mailly-Nesle (1710-1751), comtesse de Mailly. Elle épouse en 1726 son cousin Louis-Alexandre, comte de Mailly. Elle devient en 1733 maîtresse de Louis XV, en 1736 sa favorite. Elle est supplantée en 1739 par sa sœur Pauline. Elle rentre en grâce en 1741, mais est renvoyée de la cour en 1742 à la demande de sa sœur Marie-Anne ;
- Pauline Félicité de Mailly-Nesle (1712-1741), comtesse de Vintimille. Maîtresse de Louis XV avec qui elle a un fils, Charles de Vintimille, dit le « Demi-Louis ». Elle épouse en 1739 Jean-Baptiste (1720-1777), comte de Vintimille ;
- Diane-Adélaïde de Mailly-Nesle (1713-1760), duchesse de Lauraguais. Elle épouse Louis de Brancas, duc de Villars et de Lauraguais ;
- Hortense-Félicité de Mailly-Nesle (1715-1799), marquise de Flavacourt. Elle est la seule à ne pas partager la couche de Louis XV. Elle épouse François-Marie de Fouilleuse, marquis de Flavacourt.
- Marie-Anne de Mailly-Nesle (1717-1744), marquise de La Tournelle puis duchesse de Châteauroux.

Armande Félice de La Porte Mazarin est célèbre pour ses frasques durant la Régence. Elle a d'abord pour amant le duc de Richelieu. Mais le duc a une autre maîtresse, la vicomtesse de Polignac. Armande, refusant de partager son amant, prend la décision de provoquer la vicomtesse en duel. Le 10 septembre 1718, elle se battent au pistolet. Elle est blessée à l’épaule et le duc déclare : « Ces dames ont été bien bonnes de se battre pour moi. Je ne sacrifierai pas un de mes cheveux, ni à l’une, ni à l’autre »,,,. 
Armande trouve ensuite un autre amant en la personne de Louis IV Henri de Bourbon-Condé, 4e prince de Condé. De cette liaison naît Henriette de Bourbon-Condé (Paris, 23 avril 1725 - abbaye de Beaumont les Tours, 11 septembre 1780), mariée à Paris, paroisse Saint Sulpice, le 16 novembre 1740, avec Jean Roger de Laguiche, marquis de Laguiche, comte de Sivignon, lieutenant général des armées du Roi, (1719-1770), d'où deux enfants. 
Deux jours après la naissance d'Henriette de Bourbon-Condé, Armande est appelée à la cour pour entrer au service de la nouvelle reine de France, Marie Leszczynska.
Le portrait d'Armande Félice de La Porte Mazarin a été peint par Pierre Gobert et son atelier .